# Cochlospermum wittei
Cochlospermum wittei là một loài thực vật có hoa trong họ Bixaceae. Loài này được Robyns mô tả khoa học đầu tiên năm 1963.